# 可解群
数学、特に群論において、可解群（かかいぐん、英: solvable group, soluble group、独: Auflösbare Gruppe）とは、導来列が有限項で自明な部分群に達する群のことである。これはアーベル群から群の拡大を有限回用いて構成できる群と言い換えることもできる。
歴史的には、「可解」という語はガロア理論による5次以上の一般の方程式は代数的に解けないこと（アーベル–ルフィニの定理）の証明から来ている。特に、標数0の体上の代数方程式が根号を用いて解けるのは対応するガロア群が可解群であるとき、およびそのときに限る。

## 定義
群 G が、すべての因子が可換であるような連正規列をもつとき可解群という。つまり部分群の列
{\displaystyle G=G_{0}\geq G_{1}\geq \dotsb \geq G_{n}=1}
が存在して、各 0 ≤ k < n について Gk + 1 は Gk の正規部分群であり、かつ商群 Gk/Gk + 1 が可換であることをいう。
群 G の可解性は導来列
{\displaystyle G=G^{(0)}\trianglerighteq G^{(1)}\trianglerighteq G^{(2)}\trianglerighteq \dotsb }
が有限項で自明な部分群 1 に達することと定義もできる。ここで各 k ≥ 0 について G(k + 1) は G(k) の交換子部分群 [G(k), G(k)] である。可解群 G に対して G(n) = 1 となる最小の n ≥ 0 を導来列の長さ (derived length) という。
任意の群 H とその正規部分群 N について、商群 H/N は N が H(1) を含むとき、かつそのときに限りアーベル群であるため、上の定義は同値である。
有限群の場合は、同値な定義として「組成列においてすべての商が素数位数の巡回群である」というものもある。有限群の組成列の長さは有限であり、全ての単純アーベル群は素数位数の巡回群であるため、この定義は上の定義と同値である。ジョルダン・ヘルダーの定理より、一つの組成列が上記の性質を持つ場合、すべての組成列は同様に上記の性質を持つことが保証される。多項式のガロア群の場合は、巡回群はある体の上の冪根に対応する。無限群の場合は必ずしも同値ではない。たとえば、整数の加法群 Z のすべての非自明な部分群はZ自身と同型であるため、Zは組成列を持たないが、正規列{0,Z}を持ちその唯一の商 Z/0 は Zと同型（つまり可換）だから、可解群である。

## 例

対称群 S4 の部分群がなす束。導来列が となるので S4 は可解群であることがわかる。

全てのアーベル群は自明に可解群である。これは正規列が自明な群と自分自身で与えられるからである。しかし非アーベル群は可解群であるとは限らない。
より一般的に、すべての冪零群は可解群である。特に、有限p-群は冪零群であるため可解群である。
冪零群ではないが可解群である位数の小さい群の一例は、対称群S3である。
実は、位数最小の非アーベル単純群が5次の交代群A5であり、したがって位数60未満のすべての群は可解である。
群 S5は可解群ではない。 S5は組成列 {\displaystyle S_{5}\triangleright A_{5}\triangleright 1} を持ち(そしてジョルダン・ヘルダーの定理より全ての組成列はこれと同値)、因子群はそれぞれA5、C2と同型であるが、A5はアーベル群ではないためである。この議論を一般化すると、n ≧5についてAnはSnの最大の正規非アーベル単純群であることが分かる。よってn≧5のときSnは可解群ではない。この事実は、n≧5に対してn次の代数方程式であって冪根で解けないものがあるというアーベル-ルフィニの定理の証明のキーとなるステップである。この性質は計算複雑性理論においてもバーリントンの定理の証明で使われている。
単位的な可換環上の正則な上三角行列がなす群は可解群である。
全てのp-シロー部分群が巡回群であるような有限群は2つの巡回群の半直積であり、特に可解群である。そのような群はZ群と呼ばれる。

## 性質
群の可解性は多くの操作によって保存される。
- Gが可解群であり、全射準同型G→Hが存在する場合、Hも可解群である。第一同型定理より同値であるが、Gが可解群でNがGの正規部分群であれば、商群G/Nは可解群である[5]。
- 上の性質は次のように拡張できる: Gが可解群であるのは、NとG/Nがともに可解群であるとき、およびその時に限る。
- G が可解群であり、HがGの部分群であるとき、Hは可解群である[6]。
- GとHが可解群であるとき、直積G × Hは可解群である。

可解性は群の拡大によっても保存される。
- HとG/Hが可解群であれば、Gは可解群である。特に、NとHが可解群であれば、NとHの半直積も可解群である。

可解性は輪積（リース積）によっても保存される。
- GとHが可解群であり、XがG-集合である場合、Xに関するGとHのリース積は可解群である。

任意の正の整数Nに対して、derived lengthが高々Nの可解群すべての集合は群全体の成す等式クラスの部分等式クラスであり、準同型の像、部分代数、直積をとる操作によって閉じている。有界でない長さの導来列を持つ可解群の直積は可解群ではないので、すべての可解群からなるクラスは等式クラスではない。

## 定理

### バーンサイドの定理
バーンサイドの定理は、p,qを素数、a,bを非負整数として、Gの位数が
{\displaystyle p^{a}q^{b}\ }
である場合、Gは可解群である、というものである。

### ファイト・トンプソンの定理
ファイト・トンプソンの定理（奇数位数定理）によればすべての奇数位数の有限群は可解群である。特に、有限群が単純群であれば、それは素数位数の巡回群か偶数位数である。

### シュライアー予想
有限単純群の外部自己同型群は可解群である。

## 関連する概念

### 超可解群
可解性よりも強い条件として、群Gは不変正規列（連正規ではない正規列）を持ち、その因子群がすべて巡回群であるとき、超可解群(supersolvable group)であるという。つまり、
{\displaystyle G=G_{0}\trianglerighteq G_{1}\trianglerighteq \dotsb \trianglerighteq G_{n}=1}
において、各GkはGの正規部分群であり、{\displaystyle G_{k}/G_{k+1}}は巡回群であるようなG1,...,Gnが存在するとき、Gは超可解群であるという。
正規列はその定義より有限の長さを持つので、非可算の群は超可解群ではない。実際、すべての超可解群は有限生成であり、アーベル群は有限生成であるとき、およびその時に限り超可解群である。交代群A4は可解群であるが超可解群ではない群の例である。
有限群の場合は上で説明した通り可解性と超可解性は同値である。
有限生成群に限って議論すれば、群のクラスには以下のような強さの関係がある(左側ほど強い条件である):
巡回群 < アーベル群 < 冪零群 < 超可解群 < 多重巡回群 < 可解群 （< 有限生成群）

### 実質的可解群
群Gは、有限指数の可解部分群を持つとき実質的可解群(virtually solvable group)と呼ばれる。これは実質的アーベル群と似た語法である。すべての可解群は当然実質的可解群である。なぜなら指数1の可解部分群(自分自身)が存在するからである。